# Jared Khasa
Jared Khasa (* 4. November 1997 in Vernon) ist ein französischer Fußballspieler.

## Karriere
Khasa begann seine Laufbahn in der Mannschaft des Le Havre AC, bevor er im Januar 2016 zur Reserve des Schweizer Vereins FC Sion wechselte. Er gab sein Debüt in der Promotion League, der dritthöchsten Schweizer Spielklasse, beim 0:1 gegen den FC Tuggen am 5. März desselben Jahres (18. Spieltag), als er in der 53. Minute für Nikola Milosevic eingewechselt wurde. Bis Saisonende kam er zu sieben Einsätzen für die zweite Mannschaft der Sittener, wobei er ein Tor erzielte. Nach zwei Partien für den FC Sion II in der Hinrunde der folgenden Spielzeit 2016/17 schloss er sich dem Viertligisten FC Fribourg an. Bis Januar 2017 absolvierte er fünf Partien in der 1. Liga (ein Tor). Daraufhin kehrte er zur Reserve des FC Sion zurück und absolvierte bis zum Ende der Saison zwölf weitere Spiele in der Promotion League (ein Tor). 2017/18 folgten 21 Partien (ein Tor), 2018/19 spielte er 17-mal in der dritthöchsten Schweizer Liga (drei Tore). Zudem debütierte er am 21. Oktober 2018 (11. Spieltag) für die erste Mannschaft in der Super League, der höchsten Schweizer Spielklasse, als er beim 0:0 gegen den Grasshopper Club Zürich in der Startelf stand. Bis Saisonende kam er auf sechs Spiele in der Super League. 2019/20 spielte er einmal für die zweite Mannschaft in der Promotion League, 13-mal für die erste Mannschaft in der Super League sowie viermal im Schweizer Cup (ein Tor), in dem der FC Sion im Halbfinale gegen den Serienmeister BSC Young Boys ausschied. 2020/21 avancierte er zum Stammspieler der Sittener und absolvierte bis Saisonende 26 Super-League-Partien, wobei er drei Tore erzielte. Zudem kam er jeweils einmal im Schweizer Cup und für die Reserve in der Promotion League zum Einsatz. Die anschließende Relegation der ersten Mannschaft, die man nach Hin- und Rückspiel mit 6:4 gegen den FC Thun gewann und somit den Klassenerhalt erreichte, verpasste Khasa verletzt. In der folgenden Saison kam er in der Hinrunde nur für die Reservemannschaft zum Einsatz und wurde daraufhin in der Winterpause 2021/22 an den französischen Zweitligisten FC Pau verliehen.